# Estación de Hospital Civil
Hospital Civil será una estación de la línea 2 del Metro de Málaga situada próxima al Hospital Civil y al futuro tercer hospital proyectado por la Junta de Andalucía, en el distrito Bailén-Miraflores, muy cerca del límite con el de Palma-Palmilla. Se emplazará en la calle Blas de Lezo, al lado del cruce con la avenida Arroyo de los Ángeles y cercana a otras vías importantes como el Camino de Suárez. En los primeros anteproyectos, la estación al igual que el resto de prolongación de la línea 2 desde la estación de Guadalmedina era en superficie. 

## Entrada en funcionamiento
Se prevé que las obras comiencen en 2023 y que entre en funcionamiento en 2027.